# San Rafael Matriz
San Rafael Matriz är en ort i Mexiko.   Den ligger i kommunen Ciudad del Maíz och delstaten San Luis Potosí, i den centrala delen av landet, 400 km norr om huvudstaden Mexico City. San Rafael Matriz ligger 1 020 meter över havet och antalet invånare är 542.
Terrängen runt San Rafael Matriz är platt västerut, men österut är den kuperad. Runt San Rafael Matriz är det glesbefolkat, med 11 invånare per kvadratkilometer. San Rafael Matriz är det största samhället i trakten. Omgivningarna runt San Rafael Matriz är i huvudsak ett öppet busklandskap.